# Alte Werra
Das Gelände um die Alte Werra erstreckt sich in einer ebenen und noch weitgehend naturnahen Landschaft in Thüringen, die von Auewiesen, der mäandrierenden Werra und Altwasserresten geprägt wird. Um den großflächigen Grünlandbereich, der Vögeln und Lurchen Lebensraum bietet zu erhalten, wurde eine 257,8 Hektar große Fläche im April 1996 als Naturschutzgebiet ausgewiesen. Das Naturschutzgebiet gehört zu einem System von Auenbiotopen entlang der Mittleren Werra und ist Bestandteil eines der wertvollsten Wiesenbrütergebiete Thüringens.
Das Naturschutzgebiet ist ein Teilbereich des Fauna-Flora-Habitat-Gebiets „Werra bis Treffurt mit Zuflüssen“ und wurde so in das europaweite Schutzgebietssystem Natura 2000 integriert, das die Erhaltung der biologischen Vielfalt zum Ziel hat. Es befindet sich vollständig in dem Europäischen Vogelschutzgebiet „Werra-Aue zwischen Breitungen und Creuzburg“.

## Lage
Das Schutzgebiet liegt in einer breiten Talweitung der Werra, nordöstlich der Gemeinde Gerstungen im westthüringischen Wartburgkreis. Die westliche Grenze bildet die Landesstraße 1021 von Gerstungen nach Neustädt und die südliche die Landesstraße 1020 von Gerstungen nach Oberellen. Im Osten begrenzt ein Rad- und Wirtschaftsweg am Fuße der Bergkuppen den geschützten Bereich.
Naturräumlich wird die Aue um die „Alte Werra“ dem „Berkaer Becken“ (359.12) im Salzungen-Herleshausener Werratal (359.1) zugeordnet, an das im Norden das Neustädt-Hörscheler Werratal (359.13) und im Osten das Obereller Hügelland (359.4) angrenzen. Es sind Einheiten des „Salzunger Werraberglands“ (359) im „Osthessischen Bergland“. Nach dem innerthüringischen, nur landesweit einteilenden System der Landesanstalt für Umwelt und Geologie liegt das Naturschutzgebiet in dem Bereich der naturräumlichen Einheiten „Bad Salzunger Buntsandsteinland“ und „Werraaue Gerstungen-Creuzburg“.

## Das Schutzgebiet
Das Naturschutzgebiet besteht aus der rund 600 m breiten Werraaue mit ihren periodisch überschwemmten Wiesen, zeitweise trockenfallenden Senken und großflächigem Grünland. In dem südöstlichen Randbereich liegen die „Böllerteiche“, zwei durch Lehmabbau entstandene Stillgewässer. Das Schutzgebiet beinhaltet einen naturnahen Abschnitt der Werra und im zentralen Bereich ein teilweise verlandetes Altwasser.

### Die Aue
Im Gebiet der Mittleren Werra ließen Subrosionsvorgänge in den Ablagerungen des Zechsteins im Untergrund Hohlräume entstehen, in die die instabil gewordenen auflagernden Schollen des Deckgebirges nachsackten. In den dadurch entstandenen tiefen Senken lagerten sich in den erdgeschichtlichen Zeitabschnitten Pleistozän und Holozän meterhoch Lockersedimente ab. Diese Schicht wird aus Gesteinen mit charakteristischem Gehalt an Porphyr-, Granit-, Quarz- und Kieselschiefer gebildet. Aber auch aus Muschelkalk- und Buntsandsteingeröll. Über den Schottern lagert Sand und Kies sowie eine bis zu einem Meter mächtige Auelehmschicht. Als Bodenformen haben sich in der Aue Sandlehm-Vega, Kalklehm-Schwarzgley und -Anmoorgley ausgebildet, auf trockeneren Standorten auch Decksalm-Braunerde.
Die Wiesen in der Aue, die auf Geländehöhen zwischen 202 und 255 m liegen, werden zumeist gemäht und auch von Rindern beweidet. Hier wurden Gräben angelegt, um das Gelände zu entwässern. Die westliche Seite des Schutzgebiets, entlang der Landesstraße, wird ackerbaulich bearbeitet.

### Werra

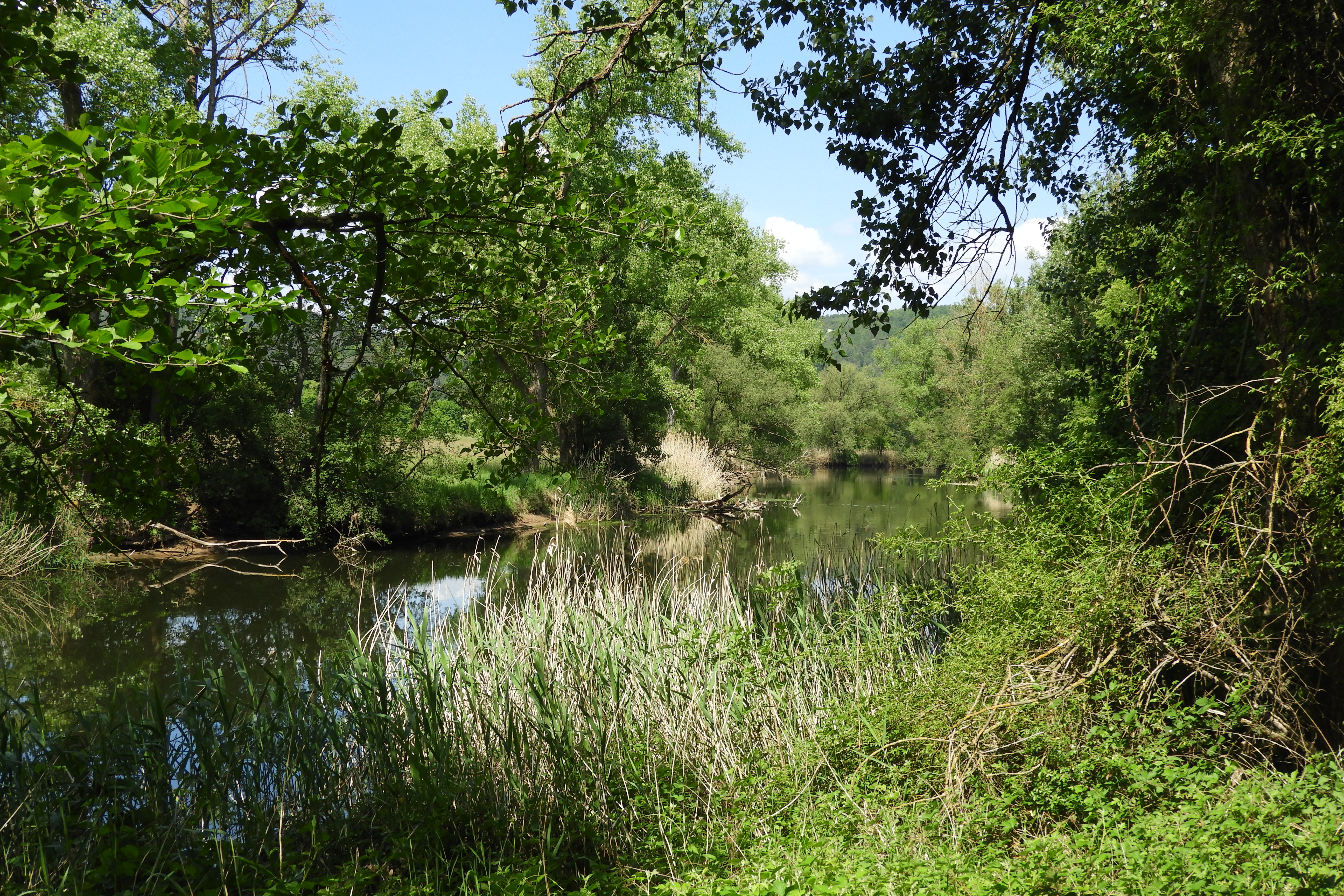
Naturnaher Abschnitt der Werra im Schutzgebiet

Die Werra durchfließt mit ausgeprägten Mäandern das Schutzgebiet. Sie besitzt hier eine Breite von 30 bis 40 m, ein geringes Gefälle und hat sich 2 bis 3 m in die Aue eingetieft. Eine Flussbegradigung in der Mitte des 20. Jahrhunderts soll auch dazu geführt haben, dass sich die Fließgeschwindigkeit erhöht hat und sich der Grundwasserspiegel im Auenbereich absenkte. Die Wasserqualität der Werra wird durch die Einleitungen von Salzen über Produktionsabwässer oder durch Auswaschungen der Abraumhalden der Kaliindustrie stark beeinträchtigt. Die übermäßige Verschmutzung haben die Werra zum längsten Fließbrackgewässer Deutschlands werden lassen.

### Werra-Altarm
Der Bereich um den rund 650 m langen und 15 bis 25 m breiten Altarmrest wird seit Anfang der 2000er Jahre wieder vernässt, um vor allem im Frühjahr von Flachwasser überstaute Flächen zu schaffen. Seit 2006 führt die Stiftung Naturschutz Thüringen dies als ein eigenes Projekt auf insgesamt 24 Hektar weiter. Die selbständige Stiftung des öffentlichen Rechts wurde 1995 durch den Freistaat Thüringen errichtet und soll Bestrebungen und Maßnahmen fördern, die dem Naturschutz in Thüringen dienen. Mit Mitteln aus Kompensationsverpflichtungen durch Eingriffe in Natur und Landschaft erwarb sie Flächen im Überstauungsbereich und ließ den inzwischen stark verlandeten Altarm stellenweise ausbaggern. Im Sommer 2010 renovierte die Stiftung das Wehr, damit die entwässernde Wirkung des Grabens im Frühjahr aktiv gestoppt werden kann, um feuchteres, aus naturschutzfachlicher Sicht wertvolleres Grünland zu entwickeln.

### Vegetation

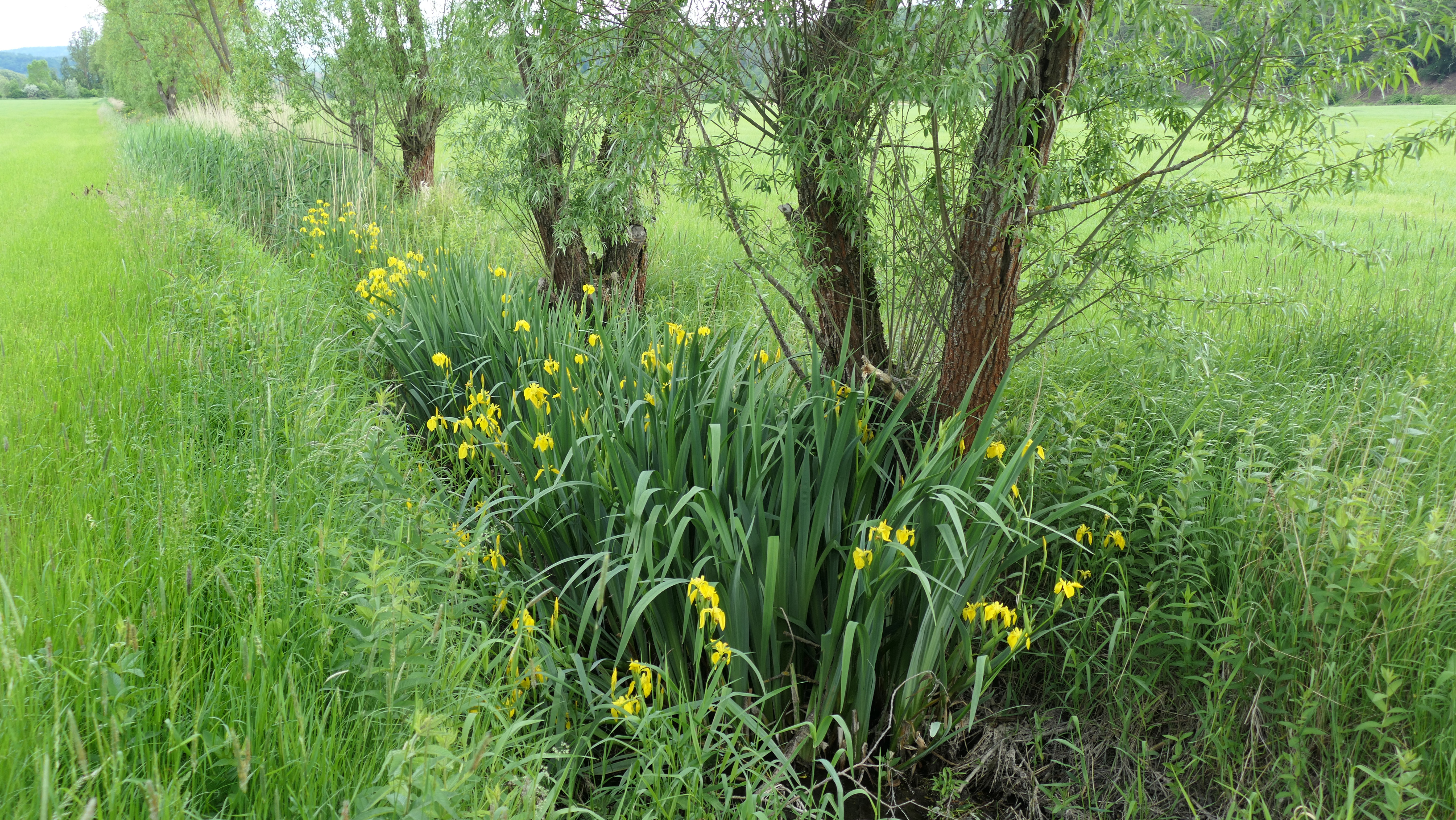
Entwässerungsgraben mit Sumpf-Schwertlilien

Das landwirtschaftlich genutzte Grünland im Schutzgebiet besteht im Wesentlichen aus artenarmen Fettweiden mit dominierendem Deutschen Weidelgras. Daneben sind in den Uferrandbereichen, besonders um den Altarm, auch ausgedehnte Schilf-Röhrichte vorhanden. Hier treten auch Großseggenriede mit Schlank- und Fuchs-Seggen auf sowie Rohrglanzgras-Röhrichte und Hochstaudenfluren mit mehrjährigen krautigen Pflanzen. Entlang der Werra wurden Hybrid-Pappeln angepflanzt. Stellenweise wachsen neben ihnen Schwarz-Erlen, Stiel-Eichen, Weiden und Sträucher. Zu dem Vegetationsinventar werden noch Knickfuchsschwanz-Rasen und Strandsimsen-Brackwasserröhrichte gezählt. Unter den nachgewiesenen bemerkenswerte Arten waren Bestände von Froschbiss, Graugrüner Sternmiere, Schwanenblume und im Bereich der Böllerteiche auch Kleinem Vogelfuß und Mauer-Gipskraut.

### Fauna
Vor allem für die Wiesenbrüter in der Vogelwelt ist der Bereich von großer Bedeutung. Für sie ist aus ornithologischer Sicht die strikte Einhaltung später Mahd- und Beweidungstermine erforderlich. Zu den Vögeln, die die Aue als Brutgebiet nutzen, gehören Bekassine, Blau- und Braunkehlchen, Eisvogel, Flussregenpfeifer, Rohrweihe, Tüpfelsumpfhuhn, Teichralle, Wachtelkönig und Wiesenpieper. Gesehen wurden auch Weiß- und Schwarzstorch, Kiebitz und Rotmilan bei der Nahrungssuche. Von ihnen gelten nach der „Roten Liste der Brutvögel Thüringens“ aus dem Jahr 2010 Bekassine, Tüpfelsumpfhuhn, Weißstorch und Kiebitz als so schwerwiegend bedroht, dass sie in absehbarer Zeit aussterben, wenn die Gefährdungsursachen fortbestehen. Braunkehlchen und Wachtelkönig zählen in dieser Liste zu den stark gefährdeten Arten.
Von den beobachteten Vogelarten werden Weiß- und Schwarzstorch, Rotmilan, Rohrweihe, Tüpfelsumpfhuhn, Wachtelkönig, Eisvogel und Blaukehlchen im Anhang I der Vogelschutzrichtlinie gelistet, für deren Schutz nach den Rechtsvorschriften der Europäischen Union besondere Maßnahmen ergriffen werden müssen.

## Unterschutzstellung

### Naturschutzgebiet
Nach einer einstweiligen Sicherstellung in den Jahren von 1990 bis 1995 folgte die endgültige Unterschutzstellung am 30. April 1996. Mit Verordnung vom 2. April 1996 des Thüringer Landesverwaltungsamtes in Weimar wurden 257,8 Hektar in der Aue unter dem Namen „Alte Werra“ als Naturschutzgebiet ausgewiesen. Der Schutzzweck wurde mit der „Erhaltung eines vielgestaltigen Auenkomplexes mit mäandrierender Werra, Altwasserresten und den Böllerteichen als Lebensraum insbesondere von Vögeln und Lurchen“ begründet. Das Naturschutzgebiet hat die thüringeninterne Kennung 214 und den WDPA-Code 162103.

### Fauna-Flora-Habitat-Gebiet
Das Naturschutzgebiet liegt im FFH-Gebiet „Werra bis Treffurt mit Zuflüssen“, das sich mit vielen Teilflächen von den Quellbereichen bis zur Landesgrenze bei Treffurt erstreckt. Das Natura 2000-Gebiet repräsentiert ein ausgedehntes Fließgewässersystem mit einer flutenden Wasserpflanzenvegetation und der hieran angepassten Fauna. Angrenzend haben sich wertvolle Lebensraumkomplexe entlang des Flusses ausgebildet.
Zu den Schutzzielen gehören die Erhaltung
- des naturnahen Flusslaufs der Werra und einiger ihrer Nebengewässer mit den für Thüringen bedeutsamen Populationen der Westgroppe und des Bachneunauges sowie dem Vorkommen des Fischotters,
- der Auslaugungsseen, Altarme und anderer Gewässer,
- der Lebensräume der Gelbbauchunke und des Kammmolchs,
- der extensiven Mähwiesen und einer Binnensalzstelle mit Habitaten des Dunklen Wiesenknopf-Ameisenbläulings sowie
- der Lebensräume der Fledermäuse, unter ihnen Kleine Hufeisennase, Bechstein-, Mops- und Teichfledermaus. Mit der Bechstein- und der Mopsfledermaus beherbergt das Auengebiet zwei sogenannte Verantwortungsarten, für deren Erhalt und Schutz sich Deutschland nach der Nationalen Strategie zur biologischen Vielfalt besonders verpflichtet hat.[11]

In dem Schutzgebietssystem Natura 2000 hat das insgesamt 2.260 Hektar große Gebiet die Nummer 5328-305, den WDPA-Code 555520705 und landesintern die Kennung 111.

### Europäisches Vogelschutzgebiet
Die „Alte Werra“ liegt vollständig in dem Vogelschutzgebiet „Werra-Aue zwischen Breitungen und Creuzburg“, zu dem die meisten der thüringischen Naturschutzgebiete der Mittleren Werra gehören. Die Ziele sind die Erhaltung oder gegebenenfalls die Wiederherstellung
- des naturnahen Flusslaufs der Werra und der Stillgewässer mit ihren Verlandungsröhrichten als Lebensraum für Eisvogel, Gänsesäger, Flussregenpfeifer, Graugans, Knäkente, Wasserralle, Kleinem Sumpfhuhn, Teichhuhn, Zwergdommel, Rohrweihe und Lachmöwe.
- Für Wiesenbrüter wie Bekassine, Wachtelkönig, Kiebitz, Braunkehlchen und Wiesenpieper sowie für Weißstorch, Wachtel und Wendehals sollen die großflächigen Grünlandflächen mit ihren feuchten Bereichen als Brut- und Nahrungshabitat ebenso geschützt werden,
- wie die, mit den Auengewässern verbundenen Auwald-, Gehölz- und Sumpfhabitate für Blaukehlchen, Gelbspötter, Schlagschwirl und Schwarzmilan.
- Besonders erhaltenswert, als Rast- und Nahrungshabitat für die zahlreichen Watvogel- und Entenarten, ist die weiträumige, relativ störungsarme und durch periodische Überschwemmungen geprägte Werraaue für Brand- und Waldsaatgans, Singschwan, Kormoran, Tüpfelsumpfhuhn, Zwergmöwe, Trauerseeschwalbe, Schwarzstorch, Grau- und Silberreiher sowie für Fischadler und Kornweihe.[11]

Das mehr als 2500 Hektar große Vogelschutzgebiet hat die EU-Nummer 5127-401, die thüringeninterne Kennung 18 und den WDPA-Code 555537614.

## Besucherhinweis

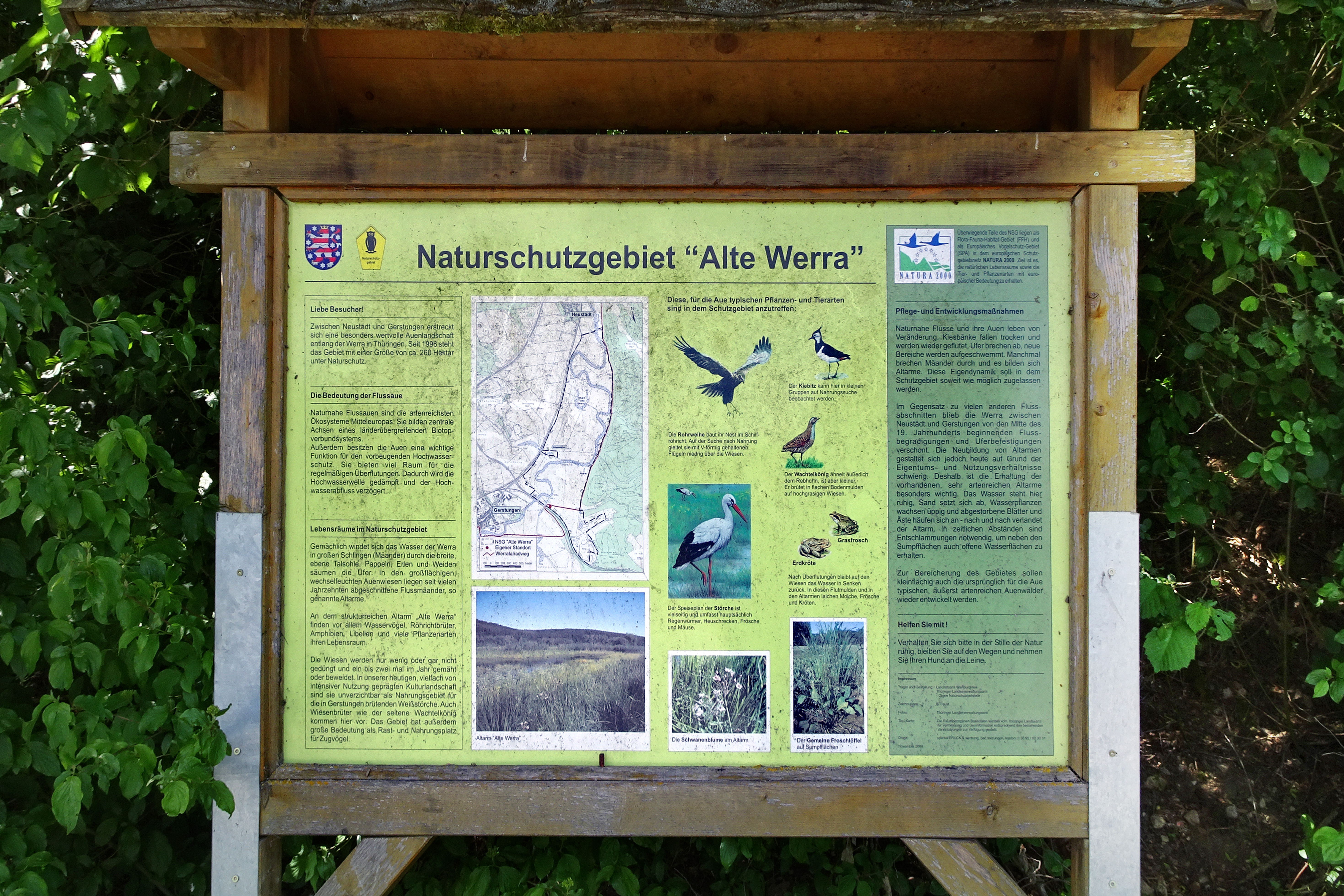
Informationstafel im Naturschutzgebiet

- Das Betreten der Wiesenflächen ist nur Eigentümern und Nutzungsberechtigten gestattet.
- Der Werratal-Radweg durchquert auf der Etappe von Gerstungen nach Sallmannshausen den südlichen Teil des geschützten Bereichs und verläuft auf einem naturbelassenen Weg zwischen der Schutzgebietsgrenze und den angrenzenden Berghängen.
- Entlang des Weges, der gute Blicke auf die Aue ermöglicht, wurden Ruhebänke aufgestellt und Schautafeln informieren über das Gebiet.